# Nellie Anjaratiana
Nellie Anjaratiana est une personnalité publique, élue Miss Dispora en 2019 et Miss Madagascar 2020.

## Biographie
Saya Nellie Anjaratiana est née en 1996 à Port-Bergé, Madagascar. Elle a grandi à Mahajanga jusqu'à l'âge de six ans. Elle a poursuivi ses études à l'Université de Lorraine, où elle a obtenu sa Licence en Sciences de la Vie avec une spécialisation en relation client.

## Parcours Miss
Son engagement et sa passion ont été déclenchés en 2019 par l'euphorie nationale suscitée par les performances de l'équipe nationale de football malgache, les Barea. En 2019, au-dela de ses 170cm,elle s’est présenté à des concours de beauté et elle a été élue Miss Diaspora en raison de sa résidence à l'étranger, puis a remporté le titre de Miss Madagascar en 2020,.
Cette dernière distinction lui a ouvert les portes du concours Miss Monde 2021, organisé à Porto Rico. Là-bas, elle s'est illustrée en se classant dans le top 10 de la section Beauty of Purpose en défendant la cause sur les jumeaux de Mananjary, et a atteint les demi-finales en figurant parmi les 40 meilleures candidates.

## Défenseur des droits des enfants
En parallèle de sa carrière dans le monde de la beauté, Nellie Anjaratiana s'est engagée activement dans la défense des droits des enfants, notamment en faveur des jumeaux de Mananjary, une région du Sud-Est de Madagascar, où les enfants abandonnés sont privés de droits en raison de coutumes locales.
Son objectif principal est de prévenir l'abandon des enfants et de créer un environnement sûr et bienveillant pour leur croissance. Elle aspire à sensibiliser les parents à considérer leurs enfants comme une bénédiction plutôt que comme une malédiction. Pour y parvenir, elle plaide pour un soutien accru de l'État malgache envers ces enfants marginalisés.
Elle exprime fermement sa conviction que chaque enfant mérite d'être aimé et élevé dans un environnement sûr. Issue d'une grande fratrie, elle considère comme injuste de condamner des enfants dès leur naissance.